# Fausto dos Santos
Fausto dos Santos (* 28. Januar 1905 in Codó; † 28. März 1939 in Santos Dumont (Minas Gerais)) war ein brasilianischer Fußballnationalspieler. Er wurde auch das schwarze Wunder genannt. Den Spitznamen erhielt er während der Fußball-Weltmeisterschaft 1930 vom Publikum in Uruguay. Sein Spiel zeichnete sich von einer starken Ballbeherrschung und hoher Passsicherheit auch bei langen Bällen aus.

## Laufbahn

### Verein
Fausto startete seine Laufbahn beim Bangu AC aus Rio de Janeiro. Dort wurde er von Henry Welfare entdeckt, welcher zu der Zeit Trainer des Lokalrivalen CR Vasco da Gama war. Schon bald wechselte er zu Vasco, nachdem sein bei Vasco spielender Freund Tinoco ihn überzeugte. Mit diesem hatte er häufig in Rio die Nächte durchgemacht. Mit Tinoco und Mola bildete er eine der berühmtesten Angriffslinien seinerzeit. Bei Vasco wurde er zum Nationalspieler. Am 5. Januar 1931, am Vorabend eines Länderspiels gegen Uruguay, welches das erste Spiel im neu geschaffenen Wettbewerb Copa Río Branco war, wurde eine schwere Grippe bei Fausto festgestellt. Erst später stellte sich heraus, dass diese das erste Vorzeichen seiner Tuberkulose-Erkrankung war. 1931 war Vasco der erste Klub aus Rio und der zweite brasilianische Klub nach CA Paulistano überhaupt, welcher auf Europatournee ging. In den beiden Freundschaftsspielen gegen den FC Barcelona errang Fausto enorme Popularität. Von Spanien aus reiste Vasco nach Portugal und siegte dort in sechs von acht Spielen. Die Rückreise nach Brasilien trat Vasco ohne zwei seiner Spieler an. Fausto und Torhüter Jaguaré erhielten Verträge beim FC Barcelona. Mit dem Klub konnte er die Campionat de Catalunya 1931/32 gewinnen. Ein hoch dotiertes Angebot zum Verbleib bei Barcelona, verbunden mit der Einbürgerung, schlugen er und auch Jaguaré aus. Faustos Erkrankung zeigte sich zu der Zeit bereits häufiger und ließ nicht mehr zu, dass er alle Spiele bestreiten konnte. Auch seine Folgestationen in der Schweiz und Uruguay dauerten nur jeweils ein Jahr. Den Abschluss seiner Karriere fand er wieder bei Clubs in Rio. Zunächst wieder bei Vasco und zum Schluss beim CR Flamengo. Aufgrund seiner Krankheit wollte der Trainer Izidor Kürschner ihn vorwiegend in der Reserve einsetzen. Fausto wollte daraufhin die Aufhebung seines Vertrages einklagen, scheiterte damit allerdings vor Gericht. 1938 zog Fausto sich aus dem aktiven Sport zurück und lobte in einem Abschiedsbrief ausdrücklich die Arbeit von Kürschner. Er blieb Flamengo erhalten, indem sich in den Nachwuchsbereich einbrachte.

### Nationalmannschaft
Er war Mitglied der brasilianischen A-Nationalmannschaft, für die er vier offizielle und zwei inoffizielle Länderspiele absolvierte. Ein Länderspieltor erzielte er nicht. Er nahm mit Brasilien an der ersten Weltmeisterschaft 1930 teil.
Er bestritt beide Spiele gegen Jugoslawien und Bolivien. Des Weiteren bestritt er Freundschafts- / Testspiele:.
Testspiel am 10. Juli 1929 gegen den Ferencváros Budapest – 2:0

Offizielles Länderspiel am 1. August 1930 gegen Frankreich – 3:2

Offizielles Länderspiel am 10. August 1930 gegen Jugoslawien – 4:1

Testspiel am 24. Februar 1935 gegen den CA River Plate – 2:1

## Trivia
Die Familie von Fausto stammte ursprünglich aus dem Bundesstaat Maranhão, zog aber wegen der dortigen ärmlichen Lebensverhältnisse nach Rio de Janeiro.
Früh am Abend des 28. März 1939 verstarb er an einer Tuberkulose-Erkrankung in einem Sanatorium in Santos Dumont (Minas Gerais). Fausto wurde seine letzten Tage von einer selbsternannten Nonne, Schwester Catarina, versorgt. Fausto wurde dort in einem flachen Grab bestattet. Das Grab wurde mit einem einfachen Holzkreuz ohne Datum und Namen versehen.

## Erfolge
Vasco da Gama
- Staatsmeisterschaft von Rio de Janeiro: 1929, 1934

Barcelona
- Campionat de Catalunya: 1931/32